# Weru (ort i Indonesien)
Weru är en ort i Indonesien.   Den ligger i provinsen Jawa Barat, i den västra delen av landet, 190 km öster om huvudstaden Jakarta. Weru ligger 19 meter över havet och antalet invånare är 139 004.
Terrängen runt Weru är platt åt nordost, men åt sydväst är den kuperad.Runt Weru är det mycket tätbefolkat, med 3 022 invånare per kvadratkilometer. Närmaste större samhälle är Cirebon, 5,9 km öster om Weru. Runt Weru är det i huvudsak tätbebyggt.